# Tornau vor der Heide
Tornau vor der Heide è una frazione del comune tedesco di Raguhn-Jeßnitz, nel land della Sassonia-Anhalt.
Fino al 31 dicembre 2009 ha costituito un comune autonomo.